# Muljava
Muljava is een plaats in Slovenië en maakt deel uit van de gemeente Ivančna Gorica in de NUTS-3-regio Osrednjeslovenska. De plaats telde 397 inwoners op 1 januari 2020.

## Geboren
- Josip Jurčič (1844-1881), schrijver en journalist